# 代理自动配置
代理自动配置（英語：Proxy auto-config，简称PAC）是一种网页浏览器技术，用于定义浏览器该如何自动选择适当的代理服务器来访问一个网址。
一个PAC文件包含一个JavaScript的函数“FindProxyForURL(url, host)”，这个函数返回一个包含一个或多个访问规则的字符串。用户代理根据这些规则使用一个特定的代理器或者直接访问，这些规则也有优先级。当使用高优先级的规则无法访问的时候，低优先级的访问规则（如果存在）就提供了备用的访问方式。浏览器在访问网页以前，会首先访问这个PAC文件。PAC文件中的URL可能是手工配置的，也可能是是通过网页的网络代理自动发现协议自动配置的。

## 相关技术
现代浏览器实现了多种级别的代理设置，用户可以选择最适合他们需要的级别。下面是三种常用的设置：
- 手动代理配置/全局模式：为所有的URLs规定一个主机名和端口作为代理。大多数浏览器允许用户规定一个域名的列表（例如localhost），访问这个列表里面的域名的时候不通过代理服务器。
- 代理自动配置（PAC）：规定一个指向PAC文件的URL，这个文件中包括一个选择代理服务器的JavaScript程序。这个方法适合复杂设置，例如需要针对不同网址配置不同的代理服务器，或者指定某些网站使用或不使用代理服务器。
- 网络代理自发现协议：浏览器通过DHCP和DNS来搜索PAC文件。

## PAC文件
要使用PAC，应当在一个网页服务器上发布一个PAC文件，并且通过在浏览器的代理链接设置页面输入这个PAC文件的URL或者通过使用网络代理自动发现协议告知用户代理去使用这个文件。
一个PAC文件是一个至少定义了一个JavaScript函数的文本文件。这个函数“FindProxyForURL(url, host)“有2个参数：url是一个对象的URL，host是一个由这个URL所衍生的主机名。按照惯例，这个文件名字一般是proxy.pac. 网络代理自动发现协议标准使用wpad.dat。
虽然现代的大多数客户端无论从HTTP请求返回的MIME类型是什么都能正确处理，但为了完整性和最佳的兼容性，我们应该设置网页服务器将这个文件的MIME类型声明为application/x-ns-proxy-autoconfig或者application/x-javascript-config。（application/x-ns-proxy-autoconfig相对application/x-javascript-config被更多的客户端所支持，因为它是最初被定义在Netscape规范里面的，而后者最近才开始被使用。）
一个非常简单的PAC文件内容
```
   
function
 
FindProxyForURL
(
url
,
 
host
)
 
{
 
return
 
"PROXY proxy.example.com:8080; DIRECT"
;
 
}

```

这个函数告知浏览器通过服务器proxy.example.com的8080端口来获取所有的页面。如果这个服务器没有反应，那么浏览器应该不使用代理服务器直接访问WWW.
下面是一个更加复杂一些的例子，展示了在FindProxyForURL函数中如何使用JavaScript函数：
```
   
function
 
FindProxyForURL
(
url
,
 
host
)
 
{

      
// our local URLs from the domains below example.com don't need a proxy:

      
if
 
(
shExpMatch
(
url
,
"*.example.com/*"
))
                  
{
return
 
"DIRECT"
;}

      
if
 
(
shExpMatch
(
url
,
 
"*.example.com:*/*"
))
               
{
return
 
"DIRECT"
;}

      

      
// URLs within this network are accessed through 

      
// port 8080 on fastproxy.example.com:

      
if
 
(
isInNet
(
host
,
 
"10.0.0.0"
,
  
"255.255.248.0"
))
    
{

         
return
 
"PROXY fastproxy.example.com:8080"
;

      
}

      

      
// All other requests go through port 8080 of proxy.example.com.

      
// should that fail to respond, go directly to the WWW:

      
return
 
"PROXY proxy.example.com:8080; DIRECT"
;

   
}

```

### 局限

#### PAC文件编码
有些浏览器，例如Internet Explorer只支持系统缺省编码的PAC文件，不支持Unicode编码的PAC文件，例如UTF-8编码的PAC文件。

#### DnsResolve
函数dnsResolv（及其他类似函数）在执行DNS查询时，如果DNS服务器没有回应，会导致你的浏览器被阻塞很长时间。
Microsoft的IE5.5或更高版本浏览器提供的基于域名的代理自动配置缓存机制限制了PAC标准的灵活性。实际上，你是通过域名来选择代理服务器，而不是通过URL路径。当然，你可以通过修改注册表的方法来关闭代理自动配置的缓存，Royne Pollard描述了这个步骤（详见深入阅读）。
为了兼容Windows中其他使用Internet Explorer PAC设置的组件，例如.NET 2.0框架，推荐在isInNet函数中使用IP地址而不是域名。
```
if
 
(
isInNet
(
host
,
 
dnsResolve
(
sampledomain
)
 
,
 
"255.255.248.0"
)
 
// .NET 2.0 will resolve proxy properly

 

if
 
(
isInNet
(
host
,
 
sampledomain
,
 
"255.255.248.0"
)
 
// .NET 2.0 will not resolve proxy properly

```

当一个PAC规则不可用的时候，当前默认采用的方法是直接连接。
其他的限制与本地的JavaScript有关。

### 其他功能
有些更高级的PAC文件可以使用负载平衡、故障转移甚至黑白名单等方法减少对于使用的代理服务器的负载。并且可以返回多个代理服务器，例如：
```
      
return
 
"PROXY proxy1.example.com:8080; PROXY proxy2.example.com:8080"
;

```